# Jean-Marc Chaput
Pour les articles homonymes, voir Chaput.
Jean-Marc Chaput (né le 6 novembre 1930 et mort le 6 juin 2020 à Montréal) est un conférencier et auteur québécois.

## Biographie
Jean-Marc Chaput est le fils de Robert Chaput et de Gladys Reid. Son père travaillait aux Shop Angus comme machiniste. Il a passé son enfance sur la 4e Avenue, entre la rue Masson et le boulevard Saint-Joseph. Il fréquente le Collège Saint-Ignace, le Collège Sainte-Marie et l'École des hautes études commerciales. 
Jean-Marc Chaput s'est éteint le 6 juin 2020 à l'âge de 89 ans, victime d'un cancer des os contre lequel il luttait depuis un an et demi,. 

### Famille
Le 14 février 1953, Jean-Marc Chaput épouse, à l'église Saint-Nicolas d'Ahuntsic, Céline Graton. Celle-ci est notamment la cousine de Françoise Graton, actrice, qui était l'épouse de Gilles Pelletier, acteur. Elle est également la tante de Vincent Graton et de Thomas Graton, deux comédiens québécois. Ensemble, ils ont eu cinq enfants : Patrick, François, Isabelle, Pierre-Yves et Geneviève. Ils ont également 21 petits-enfants.

## Publications
- Vivre c'est vendre, Le jour, éditeur, 1981  (ISBN 2-8904-4080-X).
- À la recherche de l'humain, une recherche du bonheur et de nos possibilités, éditions Deux temps, trois mouvements, 1988  (ISBN 2-8929-4112-1).
- Politiquement incorrect, Les éditions Québécor, 2006  (ISBN 978-2-7640-1056-3).
- À la recherche de l'humain (4e édition), Les éditions Québécor, 2007  (ISBN 978-2-7640-1217-8).
- Une vie d'amour et d'épreuves, éditions La Semaine, 2011  (ISBN 978-2-923771-53-3).